# Nahr-e Shahi
Nahr-e Shahi é uma cidade do Afeganistão, localizada na província de Balkh.